# Mumintrollen (dockfilm)
Mumintrollen (polska: Opowiadania Muminków) är en polsk stop motion-animerad TV-serie producerad 1977-1982, baserad på Tove Janssons böcker om Mumintrollen. Serien producerades ursprungligen av Se-ma-for och Júpiter Films för polsk, österrikisk och västtysk TV. Rollfigurerna presenteras i form av dockor.
Mumintrollen var den tredje TV-serien baserad på Mumin-böckerna, med ytterligare två gjorda sedan dess. Trots det är den tillsammans med den animerade TV-serien I Mumindalen (1990) den mest välkända Mumin-serien. Serien blev vid tiden den sändes kritiserad för att vara stundvis skrämmande och för dess relativt mörka framtoning för den unga publiken den var riktad åt. I kontrast till den animerade 1990-talsserien anses den vara den mest pålitliga TV-versionen av Tove Janssons berättelser och mycket närmare hennes vision.
Jansson var själv aktivt involverad under seriens produktion och var mycket nöjd med resultatet (enligt en intervju med Anne Wood i Simon Sheridans bok The A to Z of Classic Children's Television 2007). Manuset för varje avsnitt översattes från polska till svenska och skickades till Tove och hennes bror Lars Jansson, vilka själva kunde ändra det de inte var helt nöjda med om så behövdes, varpå manuset skickades tillbaka och först då kunde produktionen för avsnittet i fråga påbörjas.
En restaurerad och förbättrad version av serien producerades 2010 under namnet Mumintrollens äventyr.

## Avsnitt
| Nr  | Titel                         | Baserad på                              |
| --- | ----------------------------- | --------------------------------------- |
| 1.  | Vår i Mumindalen              | Trollkarlens hatt                       |
| 2.  | Kung av Kalifornien           | Trollkarlens hatt                       |
| 3.  | Myrlejonet                    | Trollkarlens hatt                       |
| 4.  | Ön                            | Trollkarlens hatt                       |
| 5.  | Storm över ön                 | Trollkarlens hatt                       |
| 6.  | Strandfynd                    | Trollkarlens hatt                       |
| 7.  | Hallonsaft                    | Trollkarlens hatt                       |
| 8.  | En djungel inomhus            | Trollkarlens hatt                       |
| 9.  | Små gäster                    | Trollkarlens hatt                       |
| 10. | Rättegången mot Mårran        | Trollkarlens hatt                       |
| 11. | Snusmumriken ger sig iväg     | Trollkarlens hatt                       |
| 12. | Muminmammans handväska        | Trollkarlens hatt                       |
| 13. | Kungsrubinen                  | Trollkarlens hatt                       |
| 14. | Uppfyllda önskningar          | Trollkarlens hatt                       |
| 15. | Höstfesten                    | Trollkarlens hatt                       |
| 16. | Det osynliga barnet           | Berättelsen om det osynliga barnet      |
| 17. | Julafton                      | Granen                                  |
| 18. | Vinter i mumindalen           | Trollvinter                             |
| 19. | Lilla My                      | Trollvinter                             |
| 20. | Den stora kölden              | Trollvinter                             |
| 21. | I väntan på solen             | Trollvinter                             |
| 22. | Vintergäster                  | Trollvinter                             |
| 23. | Den hälsosamma hemulen        | Trollvinter                             |
| 24. | Ynk och vargarna              | Trollvinter                             |
| 25. | Våren kommer                  | Trollvinter                             |
| 26. | Katastrofen                   | Filifjonkan som trodde på katastrofer   |
| 27. | Den sista draken i världen    | Historien om den sista draken i världen |
| 28. | Muminpappans vän              | Muminpappans memoarer                   |
| 29. | Haffsårkestern                | Muminpappans memoarer                   |
| 30. | Natten i bukten               | Muminpappans memoarer                   |
| 31. | Stormen                       | Muminpappans memoarer                   |
| 32. | Kungens födelsedag            | Muminpappans memoarer                   |
| 33. | Spöket                        | Muminpappans memoarer                   |
| 34. | Havshunden                    | Muminpappans memoarer                   |
| 35. | Sniffs mor                    | Muminpappans memoarer                   |
| 36. | Muminflicka i sjönöd          | Muminpappans memoarer                   |
| 37. | Vulkanen                      | Farlig midsommar                        |
| 38. | Den hemska natten             | Farlig midsommar                        |
| 39. | God morgon                    | Farlig midsommar                        |
| 40. | Det hemsökta huset            | Farlig midsommar                        |
| 41. | Den flytande teatern          | Farlig midsommar                        |
| 42. | Natten i trädet               | Farlig midsommar                        |
| 43. | Snusmumrikens hämnd           | Farlig midsommar                        |
| 44. | En midsommarnatt              | Farlig midsommar                        |
| 45. | Snusmumriken och skogsungarna | Farlig midsommar                        |
| 46. | I fängelset                   | Farlig midsommar                        |
| 47. | Urpremiären                   | Farlig midsommar                        |
| 48. | Återvänder hem                | Farlig midsommar                        |
| 49. | Grottan och pärlorna          | Kometen kommer                          |
| 50. | Jorden är obetydlig           | Kometen kommer                          |
| 51. | Den äventyrliga resan         | Kometen kommer                          |
| 52. | Avgrunden                     | Kometen kommer                          |
| 53. | I de klippiga bergen          | Kometen kommer                          |
| 54. | Observatoriet                 | Kometen kommer                          |
| 55. | Stenraset                     | Kometen kommer                          |
| 56. | På hemvägen                   | Kometen kommer                          |
| 57. | Den lilla affären             | Kometen kommer                          |
| 58. | Dans i skogen                 | Kometen kommer                          |
| 59. | På havets botten              | Kometen kommer                          |
| 60. | Gräshoppor attackerar         | Kometen kommer                          |
| 61. | Kometen                       | Kometen kommer                          |
| 62. | Mumins gyllene svans          | Mumin och den gyllene svansen           |
| 63. | Cocktailfesten                | Mumin och den gyllene svansen           |
| 64. | Cedric                        | Cedric                                  |
| 65. | Skidtävlingen                 | Den farliga vintern                     |
| 66. | Djungeln                      | Vi bor i en djungel                     |
| 67. | Jägarna                       | Vi bor i en djungel                     |
| 68. | Det flygande mumintrollet     | Mumintrollet                            |
| 69. | Den svärande lådan            | Muminfamiljen                           |
| 70. | Ett paket i vintern           | Muminvinter                             |
| 71. | Jakten                        | Mumin och vampyren                      |
| 72. | Var är den dödliga vampyren?  | Mumin och vampyren                      |
| 73. | Filifjonkan och vampyren      | Mumin och vampyren                      |
| 74. | Fyren                         | Pappan och havet                        |
| 75. | Den målade trädgården         | Pappan och havet                        |
| 76. | Höststormar                   | Pappan och havet                        |
| 77. | Ett meddelande från universum | Mumin och marsinnevånarna               |
| 78. | Besök från Mars               | Mumin och marsinnevånarna               |
| 79. | Avskedet                      | Mumin och marsinnevånarna               |

### Fotnoter
1. ↑  hämtat från: polskspråkiga Wikipedia.[källa från Wikidata]
2. ↑  Philip Teir (5 maj 2010). ”Mumin reser till Rivieran”. Hufvudstadsbladet. https://www.hbl.fi/artikel/mumin-reser-till-rivieran. Läst 20 februari 2017.